# Blankenhof
Blankenhof ist eine Gemeinde im Landkreis Mecklenburgische Seenplatte in Mecklenburg-Vorpommern (Deutschland). Die Gemeinde wird vom Amt Neverin mit Sitz in gleichnamiger Gemeinde verwaltet.

## Geografie

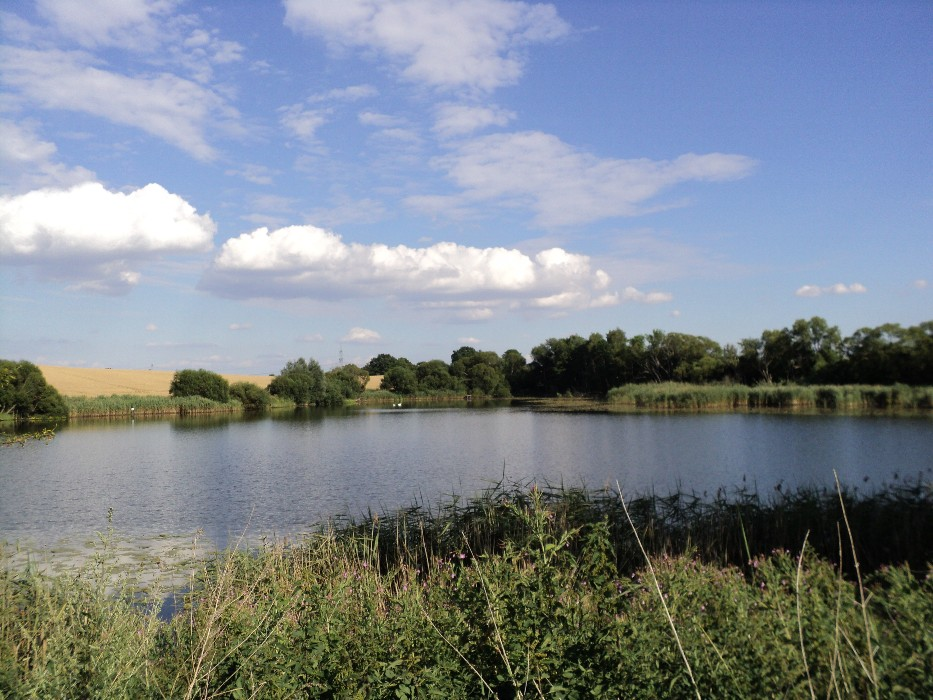
Kleiner See bei Blankenhof

Die Gemeinde Blankenhof ist der westliche Nachbarort der Kreisstadt Neubrandenburg. Das Gemeindegebiet reicht von der Niederung des Aalbaches bis auf die höhergelegene Grundmoräne, die sich westlich des Tollensetales hinzieht, dabei erreicht der Blocksberg 85 Meter über NN.
Umgeben wird Blankenhof von den Nachbargemeinden Breesen im Norden, Woggersin im Nordosten, Neubrandenburg im Osten, Wulkenzin und Penzlin im Süden, Kuckssee im Südwesten sowie Mölln im Westen.

## Ortsteile
Zu Blankenhof gehören die Ortsteile Chemnitz und Gevezin.

## Geschichte
Blankenhof ist eine Aufsiedlung von 1805.
Chemnitz tauchte erstmals 1305 in Urkunden auf. Das Gutshaus aus der Mitte des 19. Jahrhunderts besaß bis 1945 die Familie von Klinggräff.
Gevezin wurde erstmals 1311 genannt. Die Feldsteinkirche stammt aus der späten Gotik. Das Gutshaus wurde 1912 gebaut.

## Wappen, Flagge, Dienstsiegel
Die Gemeinde verfügt über kein amtlich genehmigtes Hoheitszeichen, weder Wappen noch Flagge. Als Dienstsiegel wird das kleine Landessiegel mit dem Wappenbild des Landesteils Mecklenburg geführt. Es zeigt einen hersehenden Stierkopf mit abgerissenem Halsfell und Krone und der Umschrift „GEMEINDE BLANKENHOF * LANDKREIS MECKLENBURGISCHE SEENPLATTE“.

## Sehenswürdigkeiten
- Grooter Stein, ein etwa 42 Kubikmeter großer und 70 Tonnen schwerer Findling
- Linde in Blankenhof

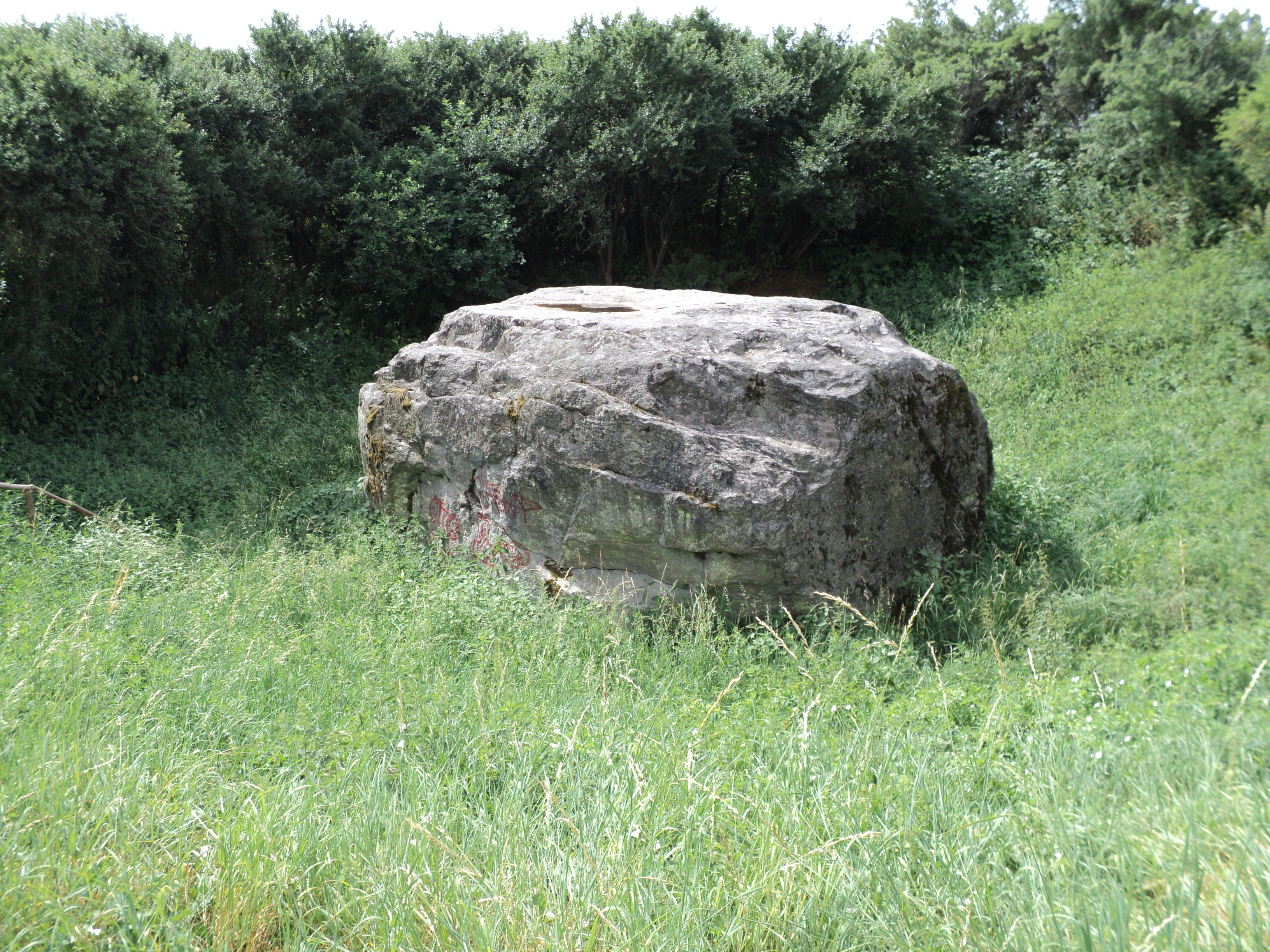
De groote Stein
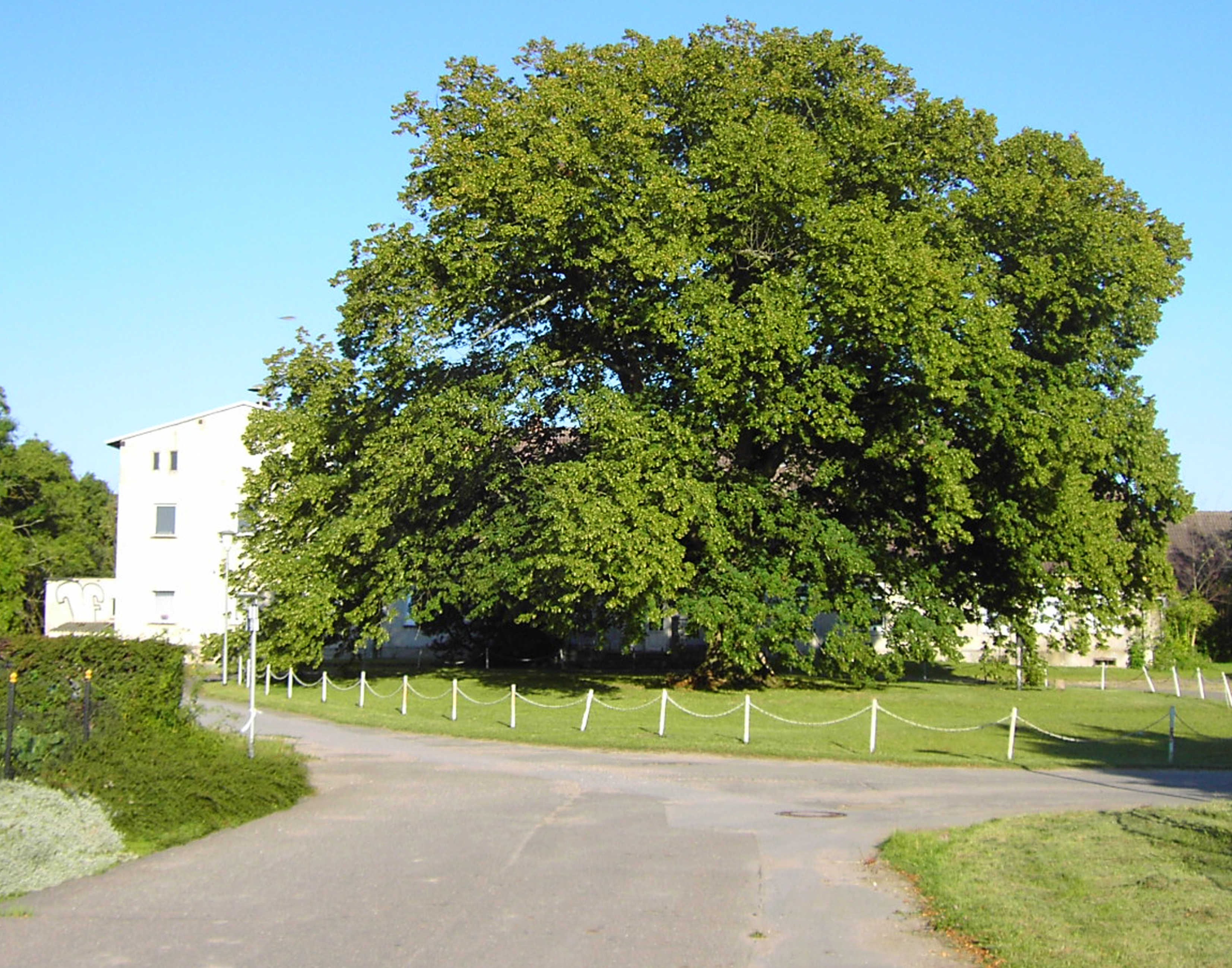
Linde in Blankenhof

## Verkehrsanbindung
Chemnitz liegt an der B 104. Sie führt – wie auch die Bahnlinie, an der der Bahnhof Blankenhof liegt – von Neubrandenburg nach Güstrow. Eine Verbindungsstraße führt in die nahe Kleinstadt Penzlin.
Von Chemnitz aus führt eine Busverbindung in die Stadt Neubrandenburg und in Richtung Stavenhagen – Malchin.

## Persönlichkeiten
- Charlotte von Hobe (1792–1852), geboren in Chemnitz, Schriftstellerin und Stiftsdame
- Albrecht Joachim von Krakevitz (1674–1732), geboren in Gevezin, lutherischer Theologe, 1721–1732 Generalsuperintendent von Schwedisch-Pommern